# Коноплянки
Коноплянки (лат. Linaria) — род воробьиных птиц из семейства вьюрковых.

## Виды
В состав рода включают четыре вида:
| Изображение | Научное название     | Русское название  | Распространение                         |
| ----------- | -------------------- | ----------------- | --------------------------------------- |
|             | Linaria flavirostris | Горная коноплянка | Север Европы и в Центральная Азия       |
|             | Linaria cannabina    | Коноплянка        | Европа, Западная Азия и Северная Африка |
|             | Linaria yemenensis   |                   | Саудовская Аравия и Йемен               |
|             | Linaria johannis     |                   | Сомали                                  |

Ранее вышеперечисленные виды помещали в род Carduelis. В 2012 году на основании генетического исследования было выявлено, что он является полифилетическим, в результате чего род был разделён.

## Биология
Питаются преимущественно семенами.